# Erythemis vesiculosa
Erythemis vesiculosa là một loài chuồn chuồn ngô trong họ Libellulidae, là loài bản địa của Hoa Kỳ và México.

## Hình ảnh

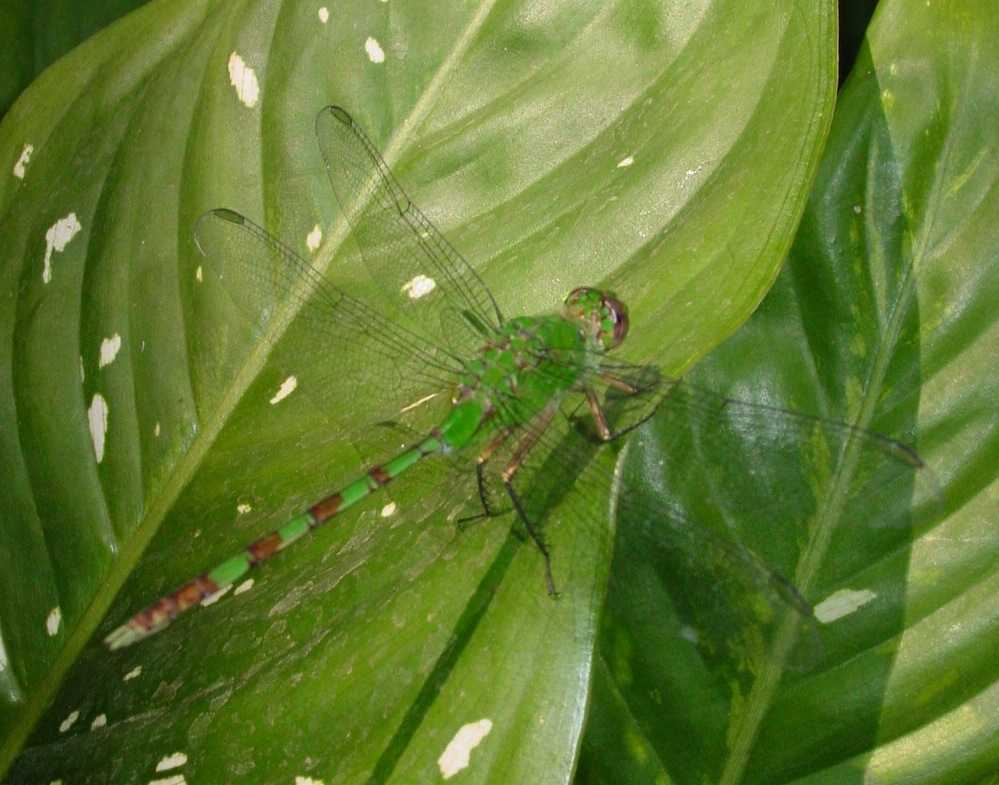
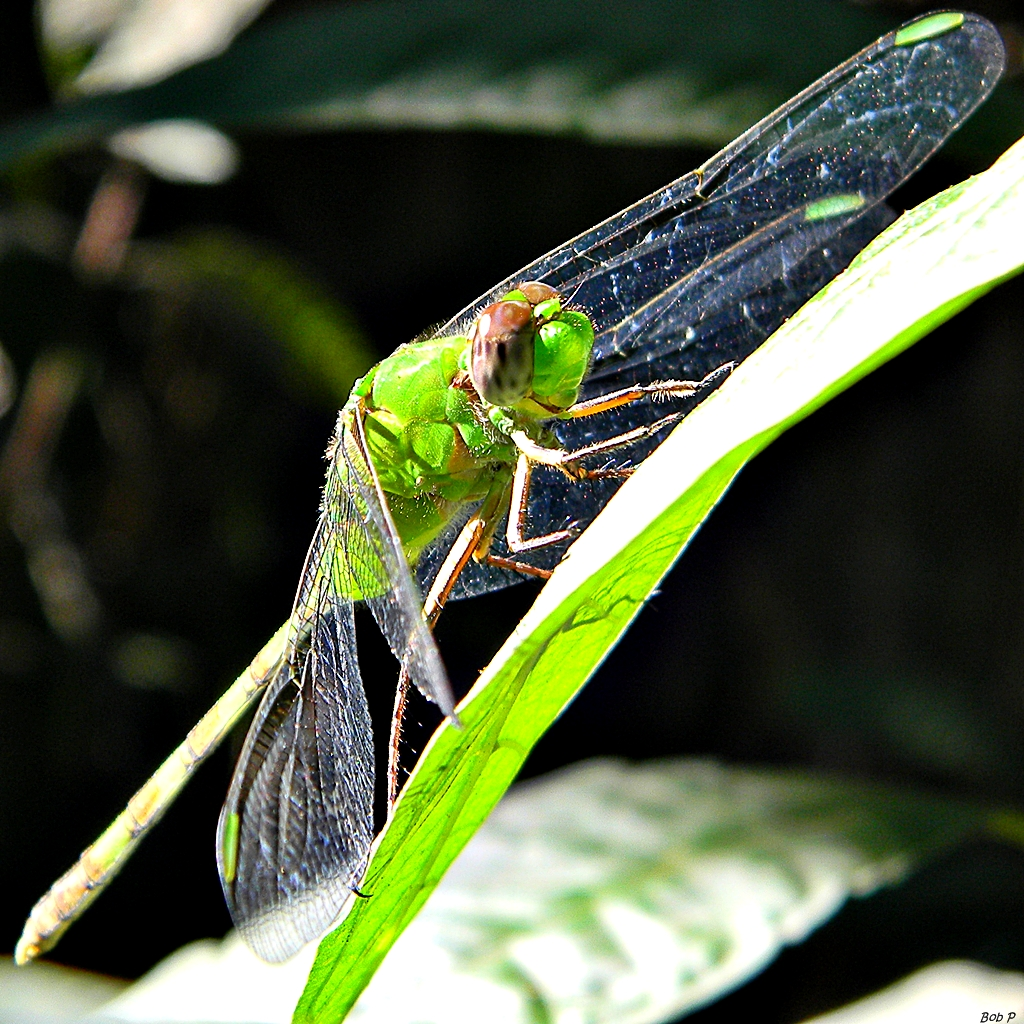